# 奎恩·羅德
奎恩·羅德（英語：Quinn Lord；1999年2月19日—）是一位加拿大演員 。他在2007年獲得青少年選擇獎的提名。

## 影视作品
2011年在美國連續劇" Once Upon A Time" 中飾演尼古拉斯和漢賽爾。

## 外部連結
- 官方网站
- 奎恩·羅德在互联网电影资料库（IMDb）上的資料（英文）